# 안 르니
안 르니(프랑스어: Anne Le Ny, 1962년 12월 16일 ~ )는 프랑스의 배우이다.

## 작품

### 영화 출연
- 타인의 취향 (2000)
- 마이 베스트 프렌드 (2006)
- 언터처블: 1%의 우정 (2011)
- 전쟁의 선언 (2011)
- 마담 프루스트의 비밀정원 (2013)